# Etmopterus molleri
Etmopterus molleri är en hajart som först beskrevs av Gilbert Percy Whitley 1939.  Etmopterus molleri ingår i släktet Etmopterus och familjen lanternhajar. IUCN kategoriserar arten globalt som livskraftig. Inga underarter finns listade i Catalogue of Life.